# WANTED (doaのアルバム)
『WANTED』（ウォンテッド）は、doaのメジャー8枚目のアルバム。2014年1月22日、GIZA studioから発売。規格品番はGZCA-5260。

## 解説
前アルバム「RIDE ON」から、1年ぶりのアルバム。
アルバムタイトル通り、「求めること、求められること」が本作のコンセプトテーマ。アルバムタイトルは徳永の命名。
徳永暁人が全曲のミキシングを担当した。
アルバムジャケットは、2013年の台風26号が日本上空を移動中の中、千葉の牧場で撮影された。
2014年2月から3月にかけて、アルバムツアー「doa LIVE Tour 2014 -WANTED-」が、全国5カ所で開催された。

## 収録曲
全作曲・編曲：徳永暁人
1. GIMME FIVE
作詞：徳永暁人　リードボーカル：吉本大樹
曲タイトルの「GIMME FIVE」は、「ハイタッチをする」の意。
2. Something
作詞：徳永暁人　リードボーカル：吉本大樹・徳永暁人
4枚目の配信シングル。
さわやかで軽快なサウンドの上で歌われる切ない歌詞が印象的なナンバー[3]。
デジタルシングルのジャケット写真は、徳永が撮影したもの。
アコースティックライブツアー「doa Acoustic Live Tour“3WAY STREET"」でライブ初披露。
3. テキサスホールデム
作詞：徳永暁人　リードボーカル：doa
曲タイトルの「テキサスホールデム」とはポーカーの一種。
4. 誰よりも近くにいるのに
作詞：徳永暁人　リードボーカル：徳永暁人
6枚目の配信シングル。
徳永暁人がメインヴォーカルを担当した切ないバラード作品となっている。
5. Bring Me Back My Freedom
作詞：吉本大樹　リードボーカル：吉本大樹
6. WANTED
作詞：徳永暁人　リードボーカル：吉本大樹
タイトル曲。メンバー曰く「この曲が出来て、このアルバムが出来た」。
高久知也がバイオリンソロを弾いている。
7. TO BE FREE
作詞：徳永暁人　リードボーカル：doa
3人のアカペラとギターのみで演奏される曲。演奏時間が1分15秒と、インスト曲を除いたdoaの全曲の中で最も短い曲。
8. Rock'n'Roll Life
作詞：大田紳一郎　リードボーカル：吉本大樹
9. コンビニマドンナ
作詞：徳永暁人　リードボーカル：大田紳一郎
5枚目の配信シングル。
doa結成以来初めて大田紳一郎がシングル表題曲のリードボーカルを担当した。
大田のソロライブ「Singin' man's "The Bandwagon" 2013」でライブ初披露された。
10. クライマー
作詞：徳永暁人　リードボーカル：吉本大樹・徳永暁人
ギターソロは、徳永のペダルスチールの演奏。
11. I'll Take You Anywhere
作詞：吉本大樹　リードボーカル：大田紳一郎
12. 連絡はナッシング
作詞：徳永暁人　リードボーカル：徳永暁人
作詞の徳永曰く。この曲の歌詞は「全部メールで打ってる文章体」になっている。

## 参加ミュージシャン
- 吉本大樹 - ボーカル、作詞
- 大田紳一郎 - ボーカル、ギター、作詞
- 徳永暁人 - ボーカル、ベース、ギター、ピアノ、オルガン、パーカッション、マンドリン、ペダルスチール、プログラミング、作詞、作曲、編曲
  - 高久知也 - バイオリン